# مايك سميث (مغني)
مايك سميث (بالإنجليزية: Mike Smith)‏ هو منتج أسطوانات ومغن مؤلف ومغني وكاتب أغاني وملحن بريطاني، ولد في 6 ديسمبر 1943 في إدمونتون ‏ في المملكة المتحدة، وتوفي في 28 فبراير 2008 في أيلزبري في المملكة المتحدة بسبب ذات الرئة.

## وصلات خارجية
- مايكل سميث على موقع ميوزك برينز (الإنجليزية)
- مايكل سميث على موقع أول ميوزيك (الإنجليزية)
- مايكل سميث على موقع ديسكوغز (الإنجليزية)